# Mirko Englich
Mirko Englich (n. 28 august 1978, Witten, Germania) este un pompier german, medaliat olimpic. A participat la 2 ediții ale Jocurilor Olimpice (2004, 2008) în care a câștigat o medalie de argint.